# Haploa militaris
Haploa militaris är en fjärilsart som beskrevs av Harris 1841. Haploa militaris ingår i släktet Haploa och familjen björnspinnare. Inga underarter finns listade i Catalogue of Life.